# Тимотеу
Тимотеу (порт. Timóteo) — муниципалитет в Бразилии, входит в штат Минас-Жерайс. Составная часть мезорегиона Вали-ду-Риу-Доси. Входит в экономико-статистический микрорегион Ипатинга. Население составляет 85 200 человек на 2008 год. Занимает площадь 145,159 км². Плотность населения — 524,2 чел./км².

## История
Город основан 29 апреля 1964 года.
В городе построен один из кампусов Федерального центра технического образования Минас-Жерайс — одного из ведущих бразильских учебных заведений в сфере технологий.

## Статистика
- Валовой внутренний продукт на 2005 год составляет 1 842 089 488,00 реалов (данные: Бразильский институт географии и статистики).
- Валовой внутренний продукт на душу населения на 2005 год составляет 23 102,65 реалов (данные: Бразильский институт географии и статистики).
- Индекс развития человеческого потенциала на 2000 год составляет 0,831 (данные: Программа развития ООН).